# Marty Sampson
Marty Sampson (31 mei 1979) is een voormaligAustralische christelijke zanger, songwriter en voormalig aanbiddingsleider bij de Hillsongkerk in Sydney. Als songwriter wordt hij gewaardeerd om de variatie in zijn melodieën en het vermijden van algemeen geldende clichés in songteksten. Qua karakter zien fans hem als charismatisch en grappenmaker. Marty Sampson was een van de aanbiddingsleiders van Hillsong United. In 2008 besloot Sampson "low profile" te gaan om zich op zijn gezinsleven te richten en niet meer met Hillsong United te toeren. Sampson was wel al die tijd op de achtergrond actief in de Hillsongkerk in Sydney. In 2014 doorbrak hij zijn mediastilte en was er voor het eerst in lange tijd een blog van zijn hand op Hillsong Collected te lezen en verscheen er een bijgaand YouTube-filmpje waarop hij de aanbidding tijdens een Team Night leidde. In 2015 toerde hij met Hillsong Live door de Verenigde Staten, en ook op de in 2015 opgenomen Hillsong-cd/dvd Open Heaven / River Wild is hij te horen en te zien.
In augustus 2019 baarde hij opzien nadat hij op zijn Instagram-account een bericht had geplaatst waarin hij aangaf zijn geloof te zijn kwijtgeraakt.

## Discografie
Sampson heeft veel songs geschreven voor Hillsong Live en voor Hillsong United, waaronder:
- "By Your Side"
- "Now That You're Near"
- "Home"
- "All Day"
- "What the World Will Never Take"
- "There Is Nothing Like"
- "All I Need Is You"
- "Deeper"
- "Take It All"
- "Oh praise the Name/Anastasis"